# 호세 가스파르 로드리게스 데 프란시아

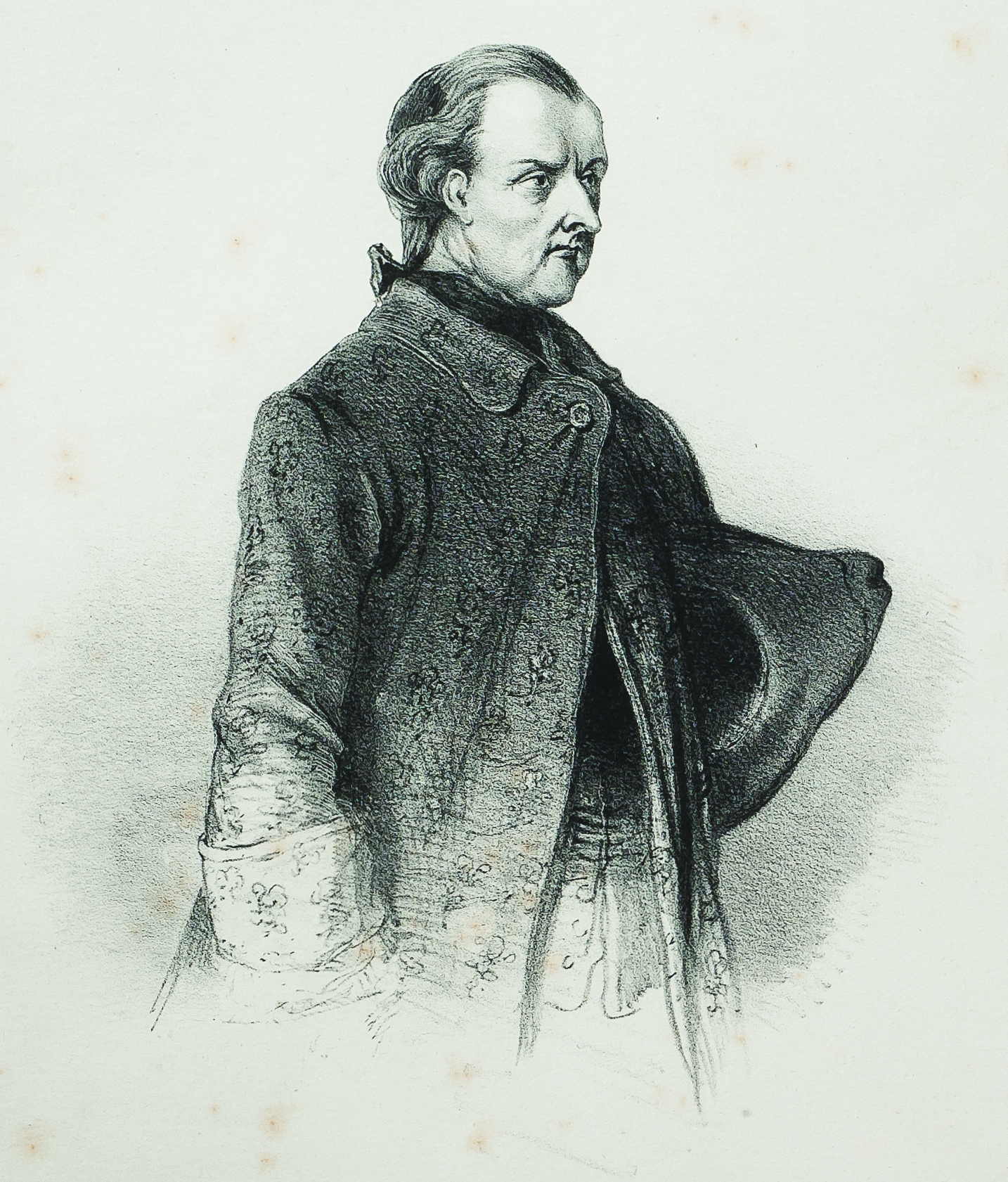
호세 가스파르 로드리게스 데 프란시아

호세 가스파르 로드리게스 데 프란시아(스페인어: José Gaspar Rodríguez de Francia y Velasco, 1766년 1월 6일 ~ 1840년 9월 20일)는 스페인으로부터 독립을 이끌어낸 파라과이의 지도자이다. 파라과이 초대 집정관을 맡았으며, 1814년부터 1840년까지 나라를 운영하면서 외세배격과 고립을 기조로 하는 쇄국정책을 실시했다. 자주 프란시아 박사(Dr.)로도 불린다.